# Badingen (Bismark)
Badingen ist eine Ortschaft und ein Ortsteil der Stadt Bismark (Altmark) im Landkreis Stendal in Sachsen-Anhalt.

## Geographie

### Lage
Badingen, ein stark erweitertes Angerdorf, liegt etwa 16 Kilometer westlich von Stendal in der Altmark. Das flachwellige Gebiet um Badingen (bis 57 m ü. NHN) wird vom Secantsgraben zur Milde entwässert. Der Badinger Park ist ein Naturschutzgebiet.
Nachbarorte sind Neuhof im Westen, Schäplitz im Nordwesten, Kläden und Steinfeld (Altmark) im Nordosten, Querstedt und Deetz im Südwesten und Klinke im Südwesten.

### Ortschaftsgliederung
Zur Ortschaft Badingen gehören der Ortsteil Badingen mit dem Wohnplatz Neuhof und der Ortsteil Klinke.

## Geschichte

### Mittelalter bis 20. Jahrhundert
Im Jahre 1251 wurde ein Teodericus de bodinge in Stendal als Zeuge in einer Urkunde aufgeführt.
Das Dorf ist im Jahr 1331 als villa Bodinghe erstmals in einer Urkunde erwähnt worden. 1332 hieß es villa Bodhingen. Im Landbuch der Mark Brandenburg von 1375 wird das Dorf als Bodinge mit 45½ Hufen aufgeführt. Weitere Nennungen sind 1431 bodingen, 1540 bading, badinge, 1687 Badingen sowie 1804 Badingen ein Dorf mit vier Gütern, 8 Leinewebern, einem Mauer, einem Rademacher, einer Schmiede und zwei Müllern.
Ursprünglich war der Ort ein Pfarrdorf mit einem Rittergut mit dem südwestlich gelegenen Agnesenhof, dem heutigen Neuhof und der Hagenmühle, einer Wassermühle an der Badinger Bäke, die nicht mehr besteht.
Das Dorf war Stammsitz des Adelsgeschlechts von Badingen. Das Rittergut war in Besitz der Familie von Rundstedt.

### Landwirtschaft
Bei der Bodenreform wurden 1945 ermittelt: eine Besitzung über 100 Hektar hatte 670 Hektar, 83 Besitzungen unter 100 Hektar hatten zusammen 1091 Hektar, eine Kirchenbesitzung umfasste 36 Hektar, enteignet wurden 709 Hektar, wovon 696 Hektar auf 114 Siedler aufgeteilt wurden. Im Jahre 1952 entstand die erste Landwirtschaftliche Produktionsgenossenschaft, die LPG Typ I „Ernst Thälmann“. 1991 wurde sie in eine eingetragene Genossenschaft umgewandelt, die Agrarwirtschaftliche Genossenschaft Badingen eG.

### Burgwall bei Badingen
Nördlich des Dorfes an der Straße nach Kläden befindet sich ein durch Überpflügen stark eingeebneter Ringwall einer mittelalterlichen Niederungsburg von etwa 80 × 90 Meter Durchmesser, der nur noch im Nordwesten etwa 2 Meter hoch erhalten ist. Er ist als Bodendenkmal geschützt. Er gehörte früher zum Rittergut Badingen.
Im 19. Jahrhundert wurden dort altslawische Scherben geborgen und an das Altmärkische Museum in Stendal übergeben, das sie in 9./10. Jahrhundert datierte.

### Archäologie
- Aus spätrömischer Zeit stammt ein Gräberfeld im Osten des Dorfes. Zu Anfang des 20. Jahrhunderts wurden eine weitmundige keramische Schale und ein eisernes Messer geborgen und an das Altmärkische Museum in Stendal übergeben.[13]
- Im Jahr 1878 ist ein eiserner Sporn gefunden worden, datiert in das 10. Jahrhundert. Er wird aufbewahrt im Märkischen Museum in Berlin.[14]
- Aus Badingen stammt ein jungslawisches Gefäß mit Gurtung aus dem 11./12. Jahrhundert, das im Städtischen Museum Halberstadt aufbewahrt wird.[14]
- Der Lehrer Laue aus Badingen übergab 1934 oder 1935 dem Altmärkischen Museum eine bronzene Gürtelschnalle mit breitem Ringbügel und Dorn mit einer Inschrift „Aue Ariam“. Sie wurde auf um 1350 datiert.[15]

### Ersterwähnung 980
Einige meinen, Badingen sei erstmals 980 in einer Urkunde als Waddigo oder waddingo erwähnt worden. In der Urkunde zum Kloster Arneburg aus der Zeit zwischen 981 und 983 ist die Rede von Waddingo, welches der Historiker Christof Römer als Weddingen bei Magdeburg deutete, das heute Altenweddingen heißt.

### Herkunft des Ortsnamens
Heinrich Sültmann meint, der Ortsname ist an der Endung -ingen als nordschwäbisch kenntlich und bedeutet Sippe (Sitz) des Bado.

### Eingemeindungen
Ursprünglich gehörte das Dorf zum Stendalischen Kreis der Mark Brandenburg in der Altmark. Zwischen 1807 und 1813 lag der Ort im Kanton Stendal-Land im Distrikt Stendal auf dem Territorium des napoleonischen Königreichs Westphalen. Ab 1816 gehörte die Gemeinde zum Landkreis Stendal.
Am 30. September 1928 wurde der Gutsbezirk Badingen mit der Landgemeinde Badingen vereinigt.
Am 25. Juli 1952 kam Badingen zum Kreis Stendal. Am 1. Oktober 1973 wurde die Gemeinde Klinke aus dem Kreis Stendal nach Badingen eingemeindet. Ab dem 1. Juli 1994 gehörte die Gemeinde Badingen zum  jetzigen Landkreis Stendal.
Bis zum 31. Dezember 2009 war Badingen eine selbständige Gemeinde mit dem zugehörigen Ortsteil Klinke und dem Wohnplatz Neuhof.
Der Gemeinderat der Gemeinde Badingen beschloss am 18. Juni 2009 die Zustimmung zu einem Gebietsänderungsvertrag, wodurch ihre Gemeinde aufgelöst und Teil einer neuen Einheitsgemeinde mit dem Namen Stadt Bismark (Altmark) wurde. Dieser Vertrag wurde vom Landkreis als unterer Kommunalaufsichtsbehörde genehmigt und trat am 1. Januar 2010 in Kraft. In Badingen wurde ein Ortschaftsrat mit fünf Mitgliedern einschließlich Ortsbürgermeister gebildet.

### Einwohnerentwicklung

#### Gemeinde
| Jahr | Einwohner |
| ---- | --------- |
| 1910 | [0]673    |
| 1925 | 683       |
| 1939 | 556       |
| 1946 | 890       |
| 1949 | [00]963   |
| 1955 | [00]780   |
| 1964 | 688       |

| Jahr | Einwohner |
| ---- | --------- |
| 1971 | 674       |
| 1981 | [00]670   |
| 1985 | [00]598   |
| 1990 | [00]557   |
| 1993 | 558       |
| 1995 | [00]550   |
| 1998 | [00]548   |

| Jahr | Einwohner |
| ---- | --------- |
| 2000 | 528       |
| 2002 | 526       |
| 2005 | 512       |
| 2006 | 515       |
| 2007 | 495       |
| 2008 | 482       |
| 2009 | 477       |

Zahlen für den Gebietsstand des jeweiligen Jahres. Quelle, wenn nicht angegeben, bis 1993:

#### Dorf und Gut
| Jahr          | 1734 | 1772 | 1790 | 1798 | 1801 | 1818 | 1840 | 1864 | 1871 | 1885 | 1892 | 1895 | 1900 | 1905 |
| Dorf Badingen | 261  | 342  | 284  | 333  | 380  | 373  | 521  | 661  | 567  | 563  | 666  | 559  | 698  | 523  |
| Gut Badingen  |      |      | 056  | 105  |      |      |      |      | 077  | 101  |      | 130  |      | 160  |
| Hagenmühle    |      |      |      |      |      |      |      |      | 06   | 05   |      | 03   |      | 05   |

Quelle, wenn nicht angegeben:

#### Ortsteil
| Jahr | Einwohner |
| ---- | --------- |
| 2018 | [00]426   |
| 2020 | [00]371   |
| 2021 | [00]370   |
| 2022 | [0]371    |
| 2023 | [0]368    |

## Religion
Die evangelische Kirchengemeinde Badingen, die früher zur Pfarrei Badingen gehörte wird heute betreut vom Pfarrbereich Kläden im Kirchenkreis Stendal im Bischofssprengel Magdeburg der Evangelischen Kirche in Mitteldeutschland.
Die ältesten überlieferten Kirchenbücher für Badingen stammen aus dem Jahre 1652.
Die katholischen Christen gehören zur Pfarrei St. Anna in Stendal im Dekanat Stendal im Bistum Magdeburg.

## Politik

### Ortsbürgermeister
Ortsbürgermeister der Ortschaft Badingen war von 2019 bis 2024 Stephan Köppe.
Letzter Bürgermeister der Gemeinde war der Klaus Blell, der anschließend Ortsbürgermeister war.

### Ortschaftsrat
Die Ortschaftsratswahl am 9. Juni 2024 ergab das folgende Ergebnis (in Klammern die Ergebnisse von 2019):
- 3 Sitze Wählergemeinschaft Kinderglück Badingen (1 Sitz)
- 1 Sitz Einzelbewerber Friebus
- 1 Sitz Einzelbewerber Kumpe

Zwei Räte der Wählergemeinschaft sind Frauen. Von 361 Wahlberechtigten hatten 237 ihre Stimme abgegeben, die Wahlbeteiligung betrug damit 65,65 Prozent.

### Wappen
Das Wappen wurde am 25. Juli 2005 durch den Landkreis genehmigt.
Blasonierung: „Geteilt von Gold und Grün, oben ein laufender schwarzer Wolf, unten eine goldene Wiege.“
Die Wappensymbole sind ein laufender Wolf und eine Wiege. Sie gründen sich auf eine Sage, nach der im (slawischen) Burgwall bei Badingen eine goldene Wiege vergraben liegt. Weiterhin wurden historische Flurnamen berücksichtigt; auf der Flur von Badingen, etwa 1,25 km nordwestlich des Dorfes auf der Südseite des Schaugrabens liegen die „Wulfshagenwiese“ und nicht weit daneben der „Wulfsstieg“. Wenn man berücksichtigt, dass die Markgrafen von Brandenburg in dieser Region früher unter anderem Wolfsjagden veranstalteten, ist der Bezug auf den Wolf, der in den umliegenden Wäldern genug Lebensraum hatte, durchaus erklärbar. Wolf und Wiege wurden vom Magdeburger Kommunalheraldiker Jörg Mantzsch entsprechend der heraldischen Stilistik und Gepflogenheiten grafisch umgesetzt.

### Flagge
Die Flagge ist gelb - grün - gelb (1:4:1) gestreift (Hissflagge: Streifen von oben nach unten, Querflagge: Streifen von links nach rechts verlaufend) und mittig mit dem Gemeindewappen belegt.

## Kultur und Sehenswürdigkeiten

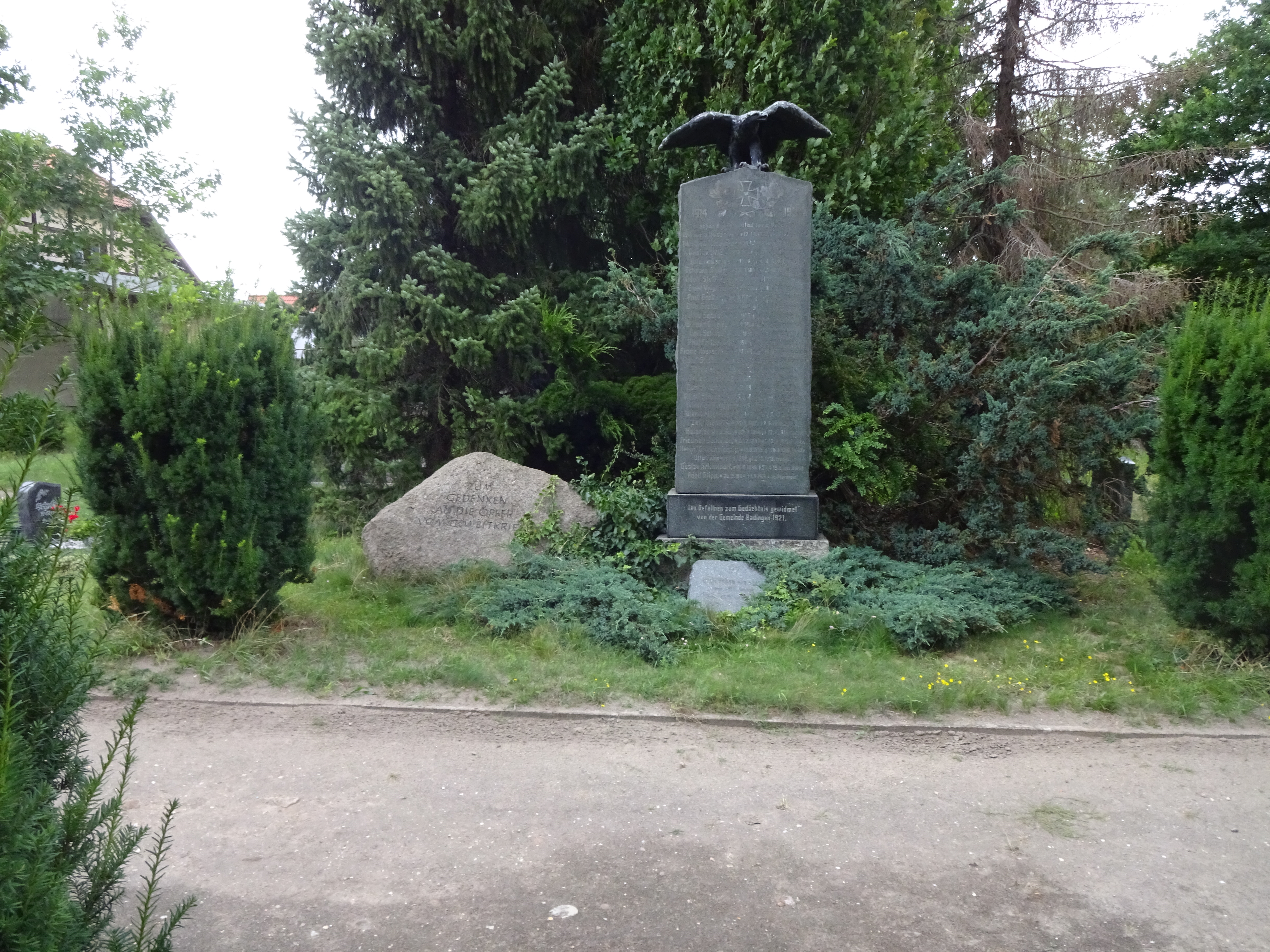
Gefallenendenkmal in Badingen

- Das ehemalige Gutshaus, auch Schloss Badingen genannt, ist zwischen 1837 und 1839 unter Werner Ludolf Otto von Rundstedt errichtet worden. Um 1900 erfolge ein grundlegender Umbau.[38] Die Besitzer wurden 1945 enteignet. Das Schloss diente als Erholungsheim für die Rote Armee. 1946 wurde es zur Schule umgebaut und teilweise als Heim für Kriegswaisen genutzt. Dann wurde es zum Kinderheim „Geschwister Scholl“ umgebaut, das 1983 geschlossen wurde.[19]
- Der Gutspark wurde um 1840 nach einem Entwurf von Peter Joseph Lenné im englischen Stil errichtet.[38] Der Badinger Park ist seit dem Jahr 1971 ein Naturschutzgebiet.[4] Stattliche Bäume, wie Sumpfzypressen, Weymouth-Kiefer, Erle und Ahorn prägen den Park.[19]
- Die evangelische Dorfkirche Badingen, ein sorgfältig gemauerter Findlingsbau, stammt aus der ersten Hälfte des 13. Jahrhunderts.[39] Die Orgel ist 1878 eingebaut worden.
- Die Kirche steht auf dem Ortsfriedhof, der mit einer Feldsteinmauer umgeben ist. Das Backsteintor des Friedhofs stammt aus dem 15. Jahrhundert.[16]
- Das Sandsteinkreuz von Badingen befindet sich eingemauert auf der südwestlichen Ecke der Friedhofsmauer. Walter Saal datierte es ins 15. Jahrhundert.[40]
- In Badingen steht ein Denkmal für die Gefallenen des Ersten und Zweiten Weltkrieges, eine aufgerichtete Granitplatte, gekrönt von einem Adler und eine zusätzlich davorgestellte Platte für zwei Vermisste, sowie ein Gedenkstein.[41]

## Sagen aus Badingen

### Das Sühnekreuz in der Friedhofsmauer
Um das gut erhaltene gotische Sandsteinkreuz auf dem westlichen Teil der Kirchhofsmauer im Dorf ranken sich Sagen. Die Bewohner des Dorfes meinen, „es sei zur Sühne eines hierselbst früher verübten Mordes eingemauert“. Andere sagen: An dieser Stelle konnte der Teufel nachts immer über die Mauer steigen, weil der Maurer bei seiner Arbeit so fürchterlich geflucht hätte. Um den Teufel zu vertreiben, habe man das Kreuz hier eingemauert.

### Die goldene Wiege im Burgwall
Im Jahr 1865 überlieferte Friedrich Krüger eine Sage über Badingen. Auf dem Weg nach Kläden liegt ein Rundwall, auf dem früher eine Burg gestanden haben soll. Dort soll eine goldene Wiege vergraben sein. Vor über 100 Jahren kam ein junger Mann abends um 11 Uhr auf seinem Weg von Kläden nach Badingen am Burgwall vorbei, als ihm ein Geist erschien und ihn einlud auf den Wall zu steigen und die Wiege mitzunehmen, weil er der jüngste zweier Brüder und ein Zwilling sei und einen rechtschaffenden Wandel geführt habe. Aber es misslang. Da rief der Geist aus, dass er nun wieder 200 Jahre auf seine Erlösung warten müsse. Alfred Pohlmann schilderte die Sage im Jahre 1901. Hanns H. F. Schmidt erzählte die Sage im Jahr 1994 nach.

### Der Stein mit den Fußspuren in den Badinger Wiesen
Westlich des Dorfes liegt östlich vom Trappengrund ein oben abgeschrägter Findling mit Vertiefungen, der heute als Kleindenkmal geschützt ist. Um ihn rankt sich eine Sage, die 1908 der Lehrer Wichert überlieferte. „In dieser Gegend tobte einst eine Schlacht. Sie begann bei der Deetzer Warte und erstreckte sich dann weiter nach Klinke und an der Hagemühle vorbei.“ Davon soll im Stein noch heute eine Spur zu sehen sein, „und zwar soll es eine Pferdehuf- und eine Frauenschuhspur sein, wie man sagt“.
In einem alten Lied über diese Schlacht an der Deetzer Warte von 1372 heißt es, „Zu der Hagenmühle zogen sie hin, Badingen war ihr von Anbeginn“.

## Wirtschaft und Infrastruktur

### Unternehmen
Die Agrarwirtschaftliche Genossenschaft Badingen eG erzeugt, verarbeitet und vermarktet landwirtschaftliche Produkte, arbeitet aber auch als Dienstleister für Landschaftsschutz und Landschaftspflege.

### Verkehr
Durch Badingen führt die Landstraße 30 von Kläden nach Vinzelberg.
Es verkehren Linienbusse und Rufbusse von stendalbus.
Der nächste Bahnhof befindet sich in der Nachbargemeinde Kläden (Bahnlinie Stendal–Salzwedel).

## Persönlichkeiten
- Helene Behrens (1915–?), Landwirtin und Politikerin
- Alfred Gutknecht (1888–1946), General der Wehrmacht
- Joachim Henniges von Treffenfeld (um 1600–1688), brandenburgischer General, geboren im heutigen Ortsteil Klinke